# فرودگاه روآنژری
فرودگاه روآنژری (به انگلیسی: Ruhengeri Airport) یک فرودگاه همگانی، غیرنظامی با کد یاتا RHG است که یک باند فرود آسفالت دارد و طول باند آن ۱۴۸۰ متر است. این فرودگاه در شهر روهنگری کشور رواندا قرار دارد و در ارتفاع ۱۸۶۰ متری از سطح دریا واقع شده است.